# Unterdürrbach
Unterdürrbach ist ein Stadtteil Würzburgs (Nr. 22) im Stadtbezirk Dürrbachtal. Das Pfarrdorf
war bis 1976 eine selbständige Gemeinde und wurde zusammen mit mehreren anderen Orten in die Stadt Würzburg eingemeindet.

## Geografische Lage
Unterdürrbach liegt im Zentrum des Stadtbezirks Dürrbachtal, der im Norden von Würzburg verortet ist. Weiter im Norden ist Oberdürrbach zu finden, mit dem Unterdürrbach über die Staatsstraße Wüs 21, im Ortsgebiet Dürrbachtal genannt, verbunden ist. Im Nordosten ist der Rotkreuzhof auf dem Kopberg zu finden, weiter im Nordosten durch Berge getrennt liegt der Stadtteil Versbach im gleichnamigen Bezirk. Südöstlich liegt in etwa 1,5 Kilometern Entfernung der Würzburger Hauptbahnhof, allerdings trennen der Schalksberg (mit dem Bismarckturm im Stadtteil Grombühl auf 302 m ü. NHN) und der Steinberg (mit der sogenannten Steinburg) Unterdürrbach vom Bahnhof. Die Verbindung zum Stadtzentrum wird über den Stadtteil Dürrbachau gewährleistet, der im Südwesten zu finden ist. Der Westen wird von einem großen Gewerbegebiet ausgefüllt, das Würzburg mit Veitshöchheim verbindet. Nordwestlich liegt der Flugplatz Schenkenturm auf dem Guckelesberg, weiter im Nordwesten liegt der Kernort Veitshöchheim.
Im Nordnordwesten schließt sich die Balthasar-Neumann-Kaserne an, die ebenfalls auf Veitshöchheimer Gebiet verortet wird. Allerdings ragt der große Standortübungsplatz auf dem sogenannten Schenkenfeld weit in die Unterdürrbacher Gemarkung. Oberhalb des Pfaffenberges im Südwesten des Dorfes ist er bereits unmittelbar nördlich der bebauten Fläche zu finden.
Landschaftlich wird Unterdürrbach von bergiger Umgebung geprägt, die eine Bebauung lange Zeit nur entlang des Dürrbachtales zuließ. Der Dürrbach selbst, der mitten durch das Dorf fließt, ist die meiste Zeit im Jahr ausgetrocknet und nur nach starken Regenfällen zu sehen. Er fließt von Oberdürrbach kommend in Richtung der Dürrbachau/Main. Naturräumlich liegt das ehemalige Pfarrdorf in den sogenannten Würzburger Mainseitentälern (135.0), die zu den Wern-Lauer-Platten gehören. Hier überwiegen Muschelkalkböden, die auch für den Weinbau geeignet sind.

## Geschichte
Der Ortsname leitet sich vom Gewässer Dürrbach ab, das durch den Ort fließt. Bereits im 8. Jahrhundert besaßen die Würzburger Domherren Besitzungen in dem Tal, das damals noch „Habuchotal“ genannt wurde. Erstmals urkundlich genannt wurde (Unter-)Dürrbach im Jahr 1160. Damals gab der verstorbene Domherr und Schulmeister Gozelin seine Güter in dem Ort an den Altar des heiligen Kilian. Nur zehn Jahre später, 1170, begann unter Bischof Herold von Hochheim die Trockenlegung des Sumpfes und die geplante Ansiedlung von Menschen im Dürrbachtal.
Schnell erwarb auch das Kloster Oberzell einige Besitzungen in Dürrbach. Zunächst erhielten sie 16 Morgen, 1178 übergab den Mönchen Bischof Reginhard drei Huben im Tal. Im Nordwesten des neu entstandenen Unterdürrbach lag das Dorf Roßberg, das heute nicht mehr besteht und den Schenken von Roßberg gehörte. Im Jahr 1202 begannen die Schenken sogar, eine Burg oberhalb von Unterdürrbach zu errichten. Erster Burgherr wurde Schenk Eberhard, der zugleich einen Posten als Schiedsmann beim Würzburger Bischof innehatte. Heinrich von Roßberg war um 1330 Mundschenk des Bischofs.
Das Schenkenschloss wurde im Jahr 1525 von den aufständischen Bauern im Deutschen Bauernkrieg zerstört. Anschließend wurde den Unterdürrbachern und ihren Nachbarn zwar ein hoher Wiedergutmachungsbetrag abgerungen, allerdings waren die Zerstörungen zu stark und das Schloss blieb Ruine. Die Schenken von Roßberg ließen sich 1537 vom Würzburger Fürstbischof ausbezahlen und die Ruine wurde Eigentum des Hochstifts.
Das Dorf Unterdürrbach war bis ins 16. Jahrhundert noch Teil der Würzburger Gemarkung, die Bewohner bemühten sich jedoch lange um eine eigene Gemarkung. Im Jahr 1575 begannen die Bewohner, die gewünschte Gemarkung selbst anzulegen, indem sie mehrere Feldfluren um das Dorf mit Steinen absteckten. Erst 1580 wurde diese Handlung offiziell anerkannt. Am 1. Juli 1976 wurde Unterdürrbach zusammen mit Oberdürrbach, Schafhof und Ziegelhütte nach Würzburg eingemeindet.

## Kultur und Sehenswürdigkeiten

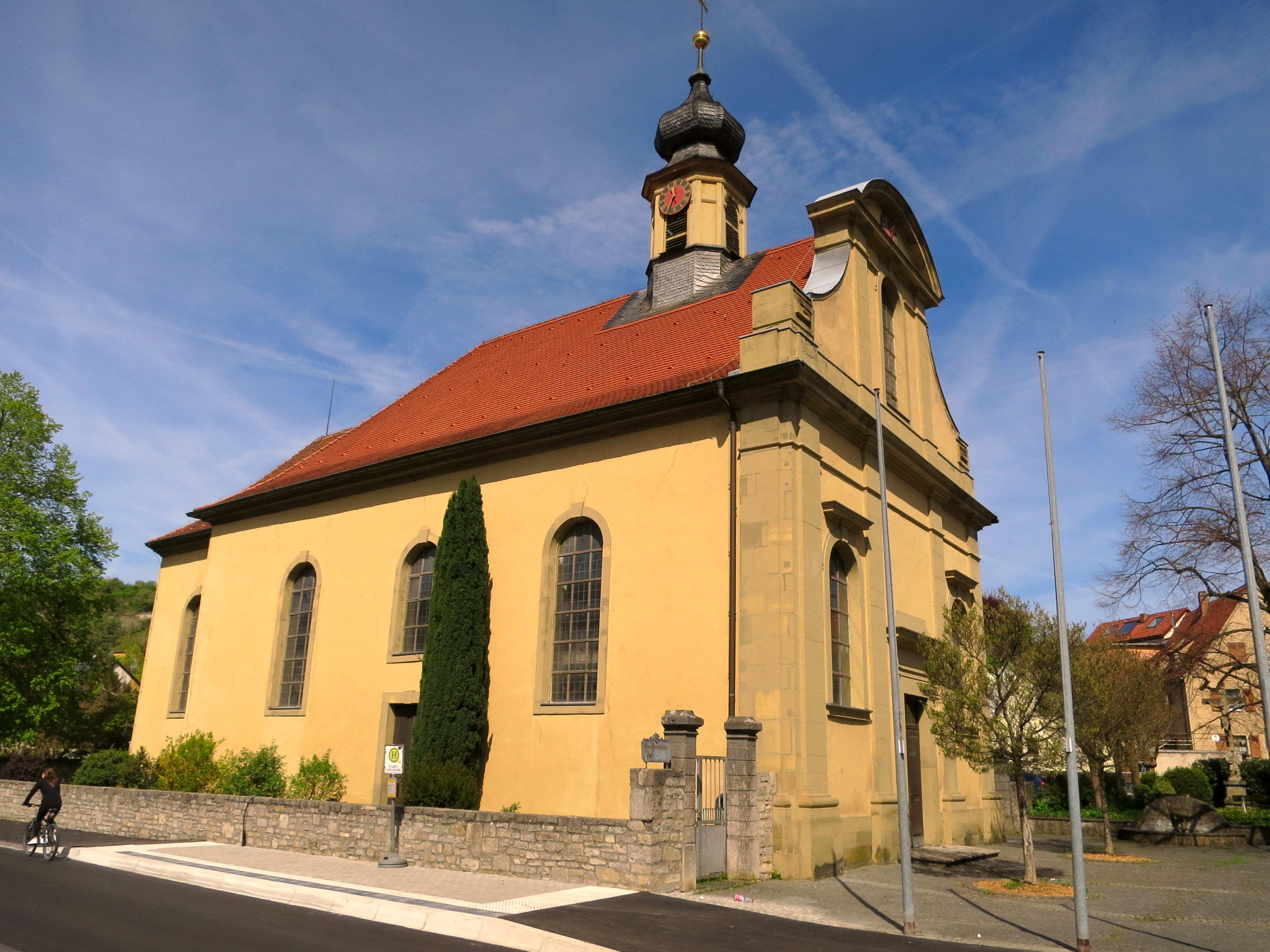
Die Pfarrkirche St. Rochus und St. Sebastian im Unterdürrbacher Ortskern

In und um Unterdürrbach haben sich mehrere Denkmäler erhalten, die vom Bayerischen Landesamt für Denkmalpflege unter besonderen Schutz gestellt sind. Den Mittelpunkt des ehemaligen Dorfes bildet die katholische Pfarrkirche St. Rochus und St. Sebastian. Sie präsentiert sich als kleiner Satteldachbau mit einem im Westen aufgesetzten Dachreiter mit Zwiebelhaube. Das Gotteshaus entstand in seiner heutigen Form um 1800 in den Formen des Spätbarock. Vor der Kirche hat sich eine Kreuzigungsgruppe aus der zweiten Hälfte des 18. Jahrhunderts erhalten.
In der Veitshöchheimer Straße 98, im äußersten Westen des Stadtteils, steht außerdem die katholische Kuratiekirche zum Heiligen Geist. Sie wurde im Jahr 1958 im Stil der sogenannten Nachkriegsmoderne errichtet. Die bekannten Architekten Alois Giefer und Hermann Mäckler zeichneten für ihre Errichtung verantwortlich. Die Kirche entstand auf einem dreieckigen Grundriss und wurde als Quaderbau aus Rotsandstein errichtet. Sie schließt mit einer Sturzkuppel ab.
Die Überreste des Schenkenschlosses am Roßberg und die untertägigen Überreste der Siedlung Roßberg sind heute ebenfalls unter Schutz gestellt. Im Jahr 1889 entstand inmitten der Ruinen einer der Türme der ehemaligen Burg neu, wobei man Bauteile aus dem 13. Jahrhundert mitverwendete. Der Turm wird heute als Aussichtspunkt genutzt. Ein weiterer Aussichtspunkt ist die sogenannte Moltkeruh am Steinberg. Um 1900 entstand eine kleine oktogonale Eisengitterkonstruktion mit flachem Zeltdach.
Das ehemalige Pfarrhaus der Gemeinde, ein Mansarddachbau aus dem späten 18. Jahrhundert, hat sich ebenfalls erhalten. Es ist allerdings das einzige unter Schutz gestellte Wohnhaus in Unterdürrbach. Viel häufiger sind dagegen Bildstöcke und andere Kleindenkmäler, die typisch für katholische Orte in Franken sind. Sie verteilen sich überall in der Gemarkung. Die ältesten haben sich aus dem 17. Jahrhundert erhalten. Besonders prächtig ist der sogenannte Metzgersbildstock mit der Darstellung der Kreuzigung auf dem Golgota-Berg.

## Weinbau
Unterdürrbach ist Weinbauort im Anbaugebiet Franken. Eine Weinlage existiert um das Dorf, der Wein wird seit den 1970er Jahren unter dem Namen Pfaffenberg vermarktet, der einen Hinweis auf den Einfluss der Klöster auf die Geschichte des Weinbaus gibt. Unterdürrbach ist Teil des Bereichs MainSüden, bis 2017 waren die Winzer im Bereich Maindreieck zusammengefasst. Die Muschelkalkböden um Unterdürrbach eignen sich ebenso für den Anbau von Wein, wie die Lage in der Maingauklimazone, die zu den wärmsten Deutschlands gehört.
Bereits seit dem Frühmittelalter betreiben die Menschen um Unterdürrbach Weinbau. Die fränkischen Siedler brachten wohl im 7. Jahrhundert die Rebe mit an den Main. Im Mittelalter gehörte die Region zum größten zusammenhängenden Weinbaugebiet im Heiligen Römischen Reich. Die Menschen betrieben zumeist Nebenerwerbsweinbau zur Selbstversorgung, gleichzeitig bildeten sich bereits Exportzentren insbesondere entlang des Maines heraus.
Der Weinbau erlebte nach der Säkularisation zu Beginn des 19. Jahrhunderts einen umfassenden Niedergang. Vor allem klimatisch weniger begünstige Lagen gab man vollständig auf. Zusätzlich erschwerte das Aufkommen von Schädlingen wie der Reblaus den Anbau. Konsolidieren konnte sich die Weinbauregion Franken erst wieder in der zweiten Hälfte des 20. Jahrhunderts. Der Einsatz von Düngern und verbesserte Anbaumethoden hatten dazu ebenso beigetragen wie die Organisation in Genossenschaften und die Flurbereinigung der 1970er Jahre.
| Weinlage    | Größe 1993 | Himmelsrichtung | Hangneigung | Hauptrebsorten           | Großlage              |
| ----------- | ---------- | --------------- | ----------- | ------------------------ | --------------------- |
| Pfaffenberg | 60 ha      | Süden, Südosten | 25–40 %     | Silvaner, Müller-Thurgau | Würzburger Marienberg |